# 白雪姫と鏡の女王
『白雪姫と鏡の女王』（しらゆきひめとかがみのじょおう、原題: Mirror Mirror）は、ターセム・シン監督による2012年3月30日よりアメリカ合衆国で公開された映画。グリム童話『白雪姫』を題材とした映画作品。
日本では同年9月14日に全国ロードショーされた。
石岡瑛子の最後の作品であり、エンディングクレジットには、「in loving Memory of Eiko Ishioka」と表示されている。

## ストーリー
幼くして国王である父を亡くしてしまい強欲な継母である女王によってお城に幽閉されながら育った白雪姫は次第に外の世界に憧れを抱いていった。
ある夜、お城で開催された仮面舞踏会に紛れ込んだ白雪姫はかつて森で出会った他国の王子アルコットと再会する。
共に惹かれ合う二人であったが、女王は王子の国の財産を狙って自分との政略結婚をたくらんでいた。
そして、自分の計画の邪魔になった白雪姫を森へ連れて行き殺してしまうようにと女王は側近に命令するのだった。
難を逃れた白雪姫は森の中で7人の小人と出会い剣術を学んでいく。女王の強欲な暮らしの為に貧しい暮らしを強いられている国民を目の当たりにした白雪姫は国民を救うため魔術を駆使する女王に果敢に立ち向かっていく。

## キャスト
| 役名                                   | 俳優                     | 日本語吹替                                                                                    |
| -------------------------------------- | ------------------------ | --------------------------------------------------------------------------------------------- |
| 女王                                   | ジュリア・ロバーツ       | 深見梨加                                                                                      |
| 白雪姫                                 | リリー・コリンズ         | 小松未可子                                                                                    |
| アルコット（王子）                     | アーミー・ハマー         | 玉木雅士                                                                                      |
| ブライトン（女王の側近）               | ネイサン・レイン         | 岩崎ひろし                                                                                    |
| ベイカー・マーガレット（白雪姫の侍女） | メア・ウィニンガム       | 岡田恵                                                                                        |
| ナポレオン                             | ジョーダン・プレンティス |                                                                                               |
| ハーフ・パイント                       | マーク・ポヴィネッリ     |                                                                                               |
| グラブ                                 | ジョー・ノッフォ         |                                                                                               |
| グリム                                 | ダニー・ウッドバーン     |                                                                                               |
| ウルフ                                 | セバスチャン・サラセーノ |                                                                                               |
| ブッチャー                             | マーティン・クレバ       | 多田野曜平                                                                                    |
| チャック                               | ロナルド・リー・クラーク |                                                                                               |
| 男爵                                   | マイケル・ラーナー       |                                                                                               |
| 王様                                   | ショーン・ビーン         | 金子由之                                                                                      |
| その他                                 | N/A                      | 水野龍司 尾花かんじ 杉村憲司 西村太佑 宮本崇弘 安達貴英 森源次郎 こねり翔 後藤ヒロキ 野一祐子 |
| 日本語版制作スタッフ                   |                          |                                                                                               |
| 演出                                   | 演出                     | 木村絵理子                                                                                    |
| 翻訳                                   | 翻訳                     | 平田百合子                                                                                    |
| 調整                                   | 調整                     | 荒井孝                                                                                        |
| 制作                                   | 制作                     | 東北新社                                                                                      |

## スタッフ
- 監督 - ターセム・シン
- 脚本 - マーク・クライン、ジェイソン・ケラー（英語版）
- 衣装 - 石岡瑛子
- 美術 - トム・フォーデン
- 音楽 - アラン・メンケン

## 受賞リスト
- 2012年ティーン・チョイス・アワード - SF/ファンタジー映画賞
- 2012年ティーン・チョイス・アワード - SF/ファンタジー女優賞：リリー・コリンズ